# Sitio de Xitlapehua (kommun)
Sitio de Xitlapehua är en kommun i Mexiko.   Den ligger i delstaten Oaxaca, i den sydöstra delen av landet, 400 km sydost om huvudstaden Mexico City.
Följande samhällen finns i Sitio de Xitlapehua:
- Sitio de Xitlapehua